# Emmausspiel
Die Emmausspiele sind ein Teil der Oster- und Passionsspiele und gehen auf das Lukasevangelium zurück.
Die Emmausszene wurde auf zwei verschiedene Arten in die Osterspiele integriert: entweder als eigenständiges Spiel oder als Teil eines ausführlichen Spiels. Als selbständiges Spiel, das am Ostermontag aufgeführt wurde, wurde die Emmausszene in Tirol realisiert.

## Inhalt
Grundlage der Emmausspiele ist eine  Bibelstelle im Lukasevangelium (Lukas 24,13-35 ), in der Jesus nach seiner Auferstehung vor zwei seiner Jünger erscheint, die sich auf dem Weg nach Emmaus befinden. Weitere Zeugnisse über das Erscheinen Jesu vor seinen Jüngern finden sich in (Matthäus 28 ), (Markus 16 ), und (Johannes 20, 21 ). Lukas beschreibt am ausführlichsten die Wiedererkennung Jesu, die den Kern des Stückes bildet. Im Mittelalter war das Erkennen anderer Personen ein wichtiges Thema, da man sich vergewissern musste, ob das Gegenüber zum ‚Freund‘ oder ‚Feind‘ zu zählen ist. Dieses Thema wird häufig in der mittelalterlichen Epik, beispielsweise im Parzival behandelt. Zum Berufsbild  eines Herolds zählte unter anderem das Erkennen von Rang und Namen von Personen. Im Zusammenhang mit der Bibel geht es um das  Nicht-Erkennen von Jesus, um  die „Blindheit“ der Jünger. Da die  Jünger wussten, dass Jesus am Kreuz gestorben war, konnten sie sich nicht vorstellen, dass er hier  leibhaftig vor ihnen stehen würde.

## Ursprung
Emmausspiele haben sich aus den lateinischen Erscheinungsspielen (Perigrinispiele) des 11. Jahrhunderts entwickelt.  Anfänglich hielten sich die Perigrinispiele  eng an die Bibelstelle aus dem Lukasevangelium und an die Stundengebete, waren also wie die Osterspiele eng mit der Liturgie verbunden. Die Entwicklung der Emmausspiele ist einerseits durch die Weiterentwicklung der Perigrinispiele und andererseits durch ihre Übersetzung in die Volkssprache bedingt.
Bis heute sind nur noch wenige Handschriften dieser Spiele erhalten:
- Admonter Passionsspiel
- Kaufbeurer Passionsschrift, Handschrift B
- Berliner Rheinisches Osterspiel
- Villinger Passionsspiel
- Brixner Emmausspiel
- Luzerner Passionsspiel von 1545
- Frankfurter Dirigierrolle
- Luzerner Passionsspiel-Regiematerial von 1571
- Luzerner Passionsspiel von 1616
- Münchner Osterspiel
- Osnabrücker Osterspiel
- Bozner Emmausspiel I
- Bozner Emmausspiel II
- Sterzinger Passionsspiel von 1486
- Sebastian Wilds Passionsspiel
- Trierer Marienklage und Osterspiel

In den meisten erhaltenen Handschriften ist die Emmausszene nur ein kleiner Teil des Osterspiels. Nur vier Manuskripte, das  Brixner Emmausspiele, das Bozner Emmausspiele I und II und die Sterzinger Passionsspiele von 1486 (StP) enthalten weiter ausgestaltete Szenen. Diese vier Spiele sind der Tiroler Spieltradition zuzurechnen. Bis auf die „Frankfurter Dirigierrolle“ entstanden alle Spiele zwischen der Mitte des 15. Jahrhunderts und dem Ende des 16. Jahrhunderts.

## Tiroler Tradition
Aufgeführt wurden die Tiroler Spiele an vier Tagen, sie konnten aber auch auf zwei Tage verkürzt werden. Der Ursprung dieser Spieltradition wird von Martin Fischer im Kloster Neustift bei Brixen im 15. Jahrhundert angesetzt, Hans-Gert Roloff legt den Anfang dieser Tradition auf das Jahr 1476 fest.
Die Tiroler Osterspiele müssen als Konglomerat verschiedener Einflüsse betrachtet werden, deren Kern die Liturgie darstellt, die mit apokryphen Stoffen, Legendenerzählungen und der im späten Mittelalter aufkommenden Passionsfrömmigkeit ergänzt wurde. Die Texte der Tiroler Spieltradition unterscheiden sich inhaltlich kaum, was dem Wirken Vigil Rabers und Benedikt Debs zu verdanken sein dürfte. Davor dürften die Träger und Verfasser der Passionsspiele vor allem Kleriker gewesen sein.
Der Tiroler Spielkreis hat die reichste Spieltradition von Oster- oder Passionsspielen. Neben Bozen wurde auch noch in Brixen, Sterzing, Meran, Hall, Schwaz, Cavalese und Trient gespielt. Bis heute hat sich die Spieltradition nur in den Orten Thiersee und Erl erhalten.
Eine Besonderheit der Tiroler Tradition ist die Vermischung heidnischer und christlicher Elemente. Eine Abweichung von christlichen Normen stellt das maßlose Essen und Trinken in den Spielen dar. Diese Exzessivität entspricht den Bräuchen des Tiroler Totenmahls, das in ausschweifender Weise begangen und mit einer  Opfergabe an Arme verbunden wurde. Bei dem Leichenschmaus handelte es sich nach Gugitz um eine „Ehrung des Verstorbenen, an der die Seele mitzehrt, um sie den Überlebenden geneigt zu machen“.
Wie die ausufernden Ess- und Trinkszenen verweisen auch die beliebten und breit ausgespielten Streit- und Prügelszenen auf die Fastnachtspiele der Zeit. Prügelszenen finden in unterschiedlichen Varianten auch  in den Bozner Emmausspielen I und II statt. Auch der Kampf und die daraus resultierenden Kampfspiele stellen einen Teil der Totenbräuche dar.  In paganer Tradition steht die uneingeschränkte Frühlingsfreude, bei der das Wiedererwachen der Natur nach dem langen Winter  gefeiert wird.
Die Emmausjünger selbst werden als normale, fehlbare Menschen dargestellt, was eine Identifizierung durch die Zuschauer erleichtert. Ihr Fehlverhalten wird im Zuge ihres Erkennens korrigiert, wodurch sich die Situation scheinbar in einer Synthese auflösen kann.
Bozner Emmausspiele
Die Bozner Emmausspiele I und II sind im Debs-Codex überliefert, der nach Benedikt Debs, einem aus Ingolstadt stammenden Bozner Schulschreiber und Spielleiter, benannt ist. Zwischen 1510 und 1515 muss der Codex den Besitzer gewechselt haben, da Vigil Raber, der Besitzer nach Benedikt Debs, erst ab 1510 in Bozen bezeugt und Benedikt Debs 1515 gestorben ist. Der Codex selbst kann allerdings nicht datiert werden, da die einzelnen Lagen aus verschiedenen Jahren stammen und die Texte selbst auch verschiedenen Schreiberhänden zuzuordnen sind. Aus diesem Grund kann mit einiger Bestimmtheit gesagt werden, dass der Codex nicht von Benedikt Debs verfasst wurde, sondern eher nur von ihm gebunden wurde. Im Zuge seiner Aufgabe als Ausrichter und Hauptspieler der Bozner Passion dürfte er die Handschrift von seinen Vorgängern übernommen haben, da die vielen Kurzspiele und der Inhalt eher als Zeugnis für die Zeit aufzufassen sind, in der Bozen noch keine großen mehrtägigen Oster- und Passionsspiele veranstaltet hat.
Der „Debs-Codex“ (Sterzing, Stadtarchiv, Hs. IV) ist eine Papierhandschrift, eingefasst in eine Pergamenthülle, die leider nicht mehr vollständig erhalten ist.  Die Hülle besteht  aus einem Pergamentnotenblatt mit Noten eines  Teils der Fronleichnams-Sequenz auf vier roten Notenlinien. Der Codex beinhaltet ein Vorsatzblatt aus Papier mit der  Eintragung des Registers von Vigil Rabers Hand. Durch die unterschiedlichen Wasserzeichen in den einzelnen Blättern  kann auch auf eine Herkunft aus Venedig oder Mailand zwischen den Jahren 1428 und 1494 geschlossen werden. Allerdings lässt die Chronologie der Wasserzeichen keinen Schluss auf die Reihenfolge der Niederschrift zu. Die Lagenordnung deckt sich nicht immer mit den Spielen, wodurch sich bei elf Lagen sieben Faszikeleinheiten ergeben. Das Format der Handschrift ist Schmalfolio. 118 Blätter sind in elf Faszikel von durchschnittlich 29,7 × 11 cm unterteilt. Den 118 Blättern lassen sich insgesamt sechs Schreiberhände zuordnen, die bis auf eine Ausnahme immer mindestens zwei Lieder verfasst haben. Bei der Einteilung der Lieder in verschiedene Schreiberhände entsteht folgendes Bild:
- Schreiber A: Spiel 1–5
- Schreiber B: Spiel 6–7
- Schreiber C: Spiel 8–9
- Schreiber D: Spiel 10–11
- Schreiber E: Spiel 12
- Schreiber F: Spiel 13–15

Im Unterschied zum Emmausspiel II  enthält Emmausspiel I eine Wirtsszene, wodurch das Spiel ausführlicher gestaltet wird. In dieser Wirtsszene sind auch spezielle Bezüge zu Südtirol verarbeitet, wie zum Beispiel das Benennen Südtiroler Weine, wie dem „raifall vnd malmasier“ und „Rumanier“. Auch der „hengl wein“, der sogenannte „Hügelwein“, stellt einen Bezug zu Südtirol dar, da es sich dabei um eine Qualitätsstufe der Weine aus Südtirol handelt. Das Brot, das die Jünger essen, ist der für Bozen typische „fladen“. Auch die Frage, ob das Brot „geweicht sey“, und die Aufforderung, davor ein Ei zu essen, sind Verweise auf  einen Südtiroler Ostermontagsbrauch, bei dem jedem Gast im Wirtshaus ein Osterei und ein geweihtes Opferbrot angeboten wurden.